# COROT-18
COROT-18 — звезда, которая находится в созвездии Единорога на расстоянии около 2837 световых лет от нас. Вокруг звезды обращается, как минимум, одна планета.

## Характеристики
COROT-18 представляет собой звезду главной последовательности позднего G-класса. По своим характеристикам она напоминает наше Солнце: её масса и радиус равны 0,95 и 1,00 солнечных соответственно. А температура поверхности составляет около 5440 кельвинов. COROT-18 получила своё наименование благодаря космическому телескопу COROT, обнаружившему у неё планету.

## Планетная система
В 2011 году группой астрономов, работающих в рамках программы COROT, было объявлено об открытии планеты COROT-18 b в данной системе. Это горячий газовый гигант, имеющий массу, равную 3,47 массы Юпитера. Планета обращается на расстоянии 0,03 а.е. от родительской звезды, совершая полный оборот за почти двое суток. Открытие было совершено транзитным методом.